# Marry Me (1925)
Marry Me (bra: Uma Desventura Feliz) é um filme mudo estadunidense de 1925, do gênero comédia, dirigido por James Cruze e roteirizado por Anne Caldwell, Anthony Coldeway e Walter Woods. O filme é estrelado por Florence Vidor, Edward Everett Horton, John Roche, Helen Jerome Eddy, Fanny Midgley e Ed Brady . O filme foi lançado em 29 de junho de 1925 pela Paramount Pictures.

## Elenco
- Florence Vidor como Hetty Gandy
- Edward Everett Horton como John Smith #2
- John Roche como John Smith #1
- Helen Jerome Eddy como Sarah Hume
- Fanny Midgley como Granny
- Ed Brady como Norman Frisbie
- Z. Wall Covington como Jenkins
- Anne Schaefer como Sra. Hume
- Erwin Connelly como Jackson

## Preservação
- Não há cópias deste filme, que agora está perdido.[4]